# Острови Пахтусова (Японське море)
Острови́ Па́хтусова (рос. Острова Пахтусова) — група невеликих островів в затоці Петра Великого Японського моря. Знаходиться за 1,4 км на північний захід від острова Рікорда. Адміністративно належить до Первомайського району Владивостока Приморського краю Росії.

## Географія
Острови складаються з 3 невеликих островів та декількох скель. Всі острови з'єднані між собою підводною кам'янистою грядою. Острови популярні для відпочинку на березі та дайвінгу. Головна привабливість островів — птах розміром з горобця цвіркун острівний, і ці острови є єдиним місцем в Росії, де він мешкає.

## Історія
Острови були вперше досліджені експедицією підполковника корпусу флотських штурманів Василя Бабкіна в 1862 році. Тоді ж були і названі на честь відомого дослідника Північного Льодовитого океану підпоручика Петра Пахтусова. В 1930-их роках на островах знаходився жіночий табір ГУЛАГу, тут відбували заслання монашки з районів Середньої Росії.